# 森特爾維爾 (阿拉巴馬州)
森特爾維爾（英語：Centerville）是一個位於美國阿拉巴馬州科尼卡縣的非建制地區。該地的面積和人口皆未知。

## 地理
森特爾維爾的座標為31°24′01″N 86°52′44″W / 31.40027°N 86.87888°W，而該地最高點為海拔高度110米（即361英尺）。